# Dragić
Dragić je priimek v Sloveniji, ki ga je po podatkih Statističnega urada Republike Slovenije na dan 1. januarja 2010 uporabljalo 166 oseb in je med vsemi priimki po pogostosti uporabe uvrščen na 2.666. mesto.

## Znani slovenski nosilci priimka
- Goran Dragić (*1986), košarkar
- Zoran Dragić (*1989), košarkar

## Znani tuji nosilci priimka
- Đorđe Dragić (1910—1998), bosansko-hercegovski vojaški zdravnik in general
- Predrag Dragić, srbski pisatelj
- Simica Dragić (1911—1943), narodni heroj Jugoslavije